# Bulbophyllum beccarii
Bulbophyllum beccarii är en orkidéart som beskrevs av Heinrich Gustav Reichenbach. Bulbophyllum beccarii ingår i släktet Bulbophyllum och familjen orkidéer. Inga underarter finns listade i Catalogue of Life.

## Bildgalleri

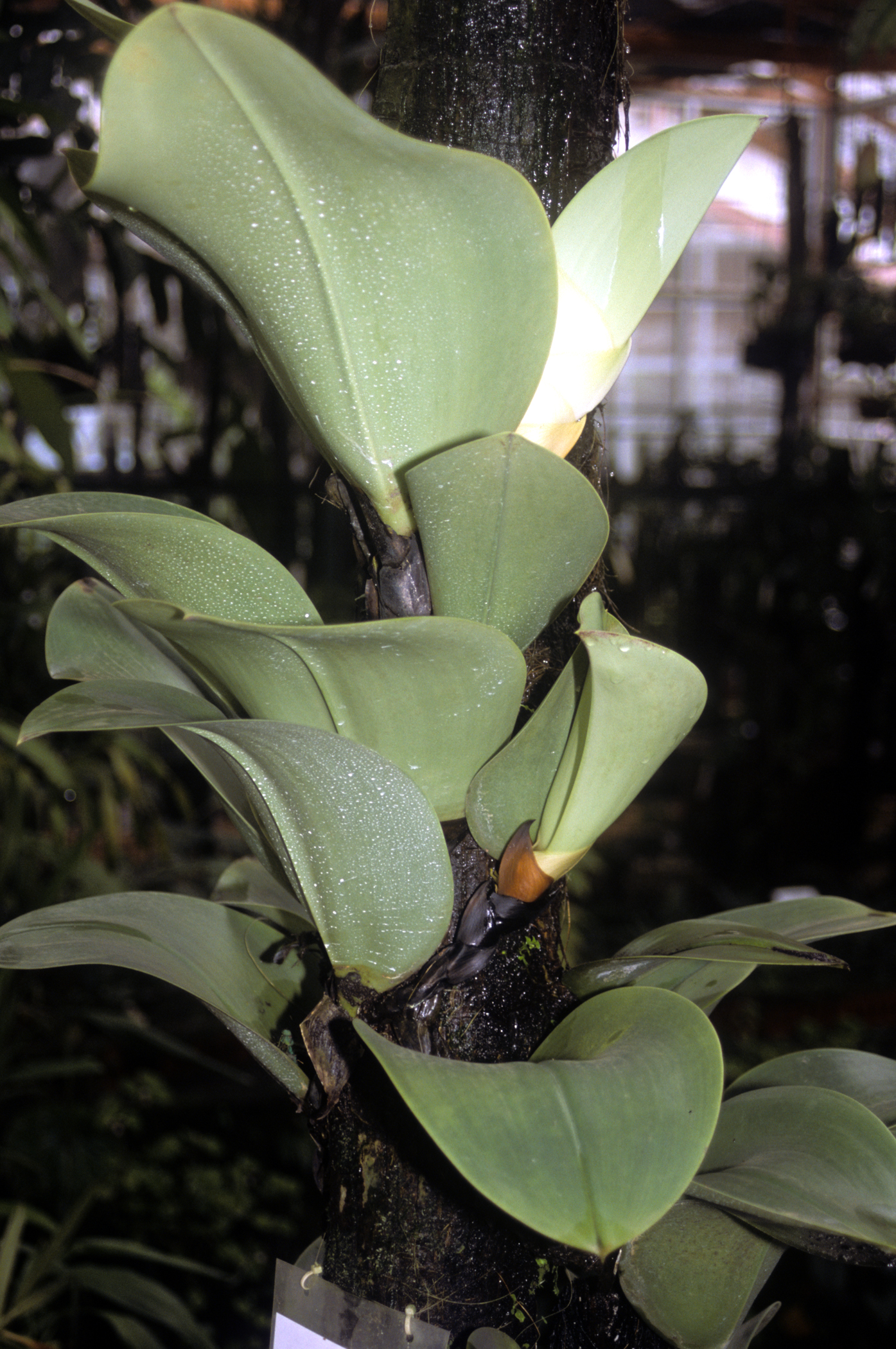
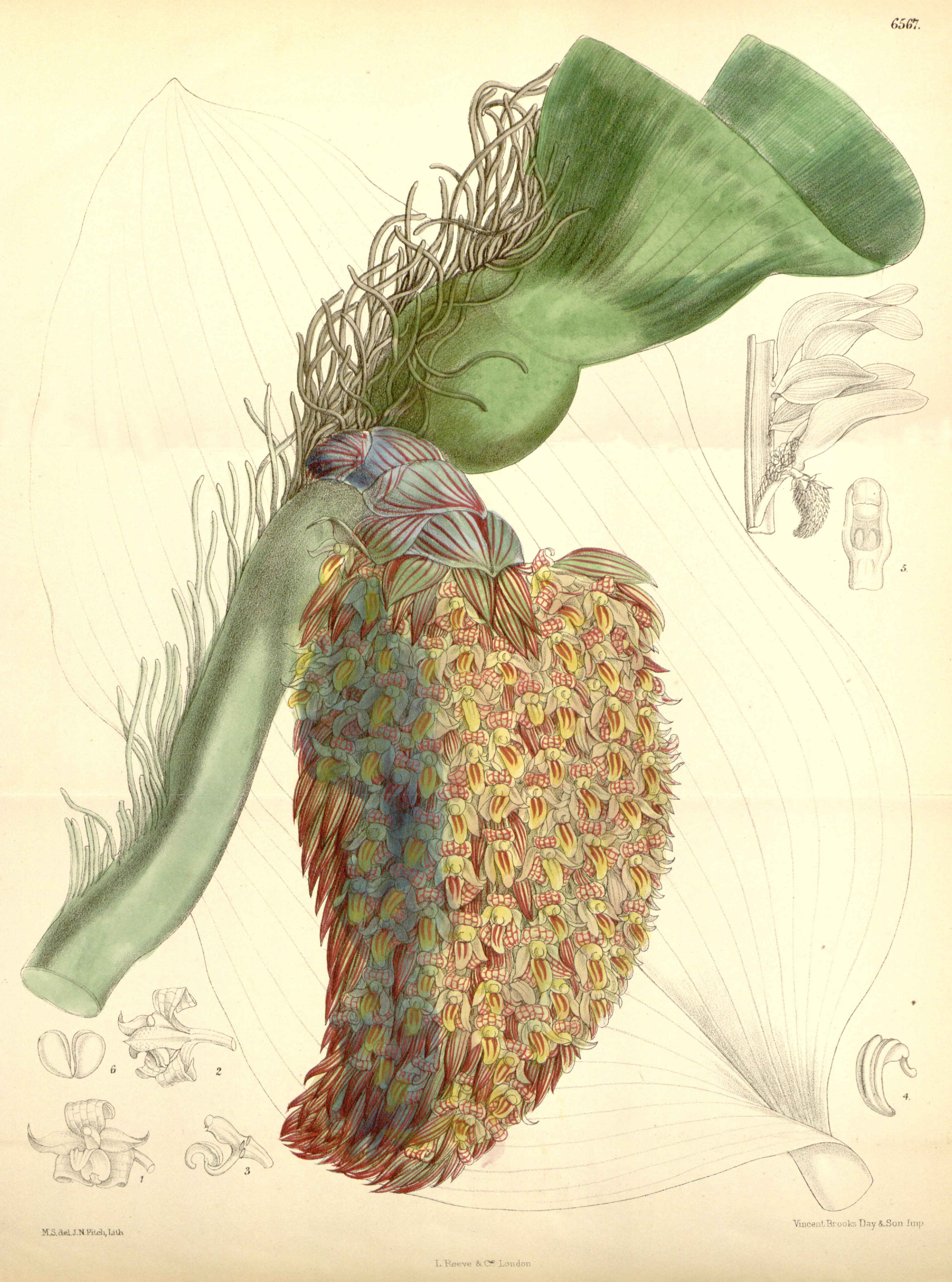